# 张殿臣 (康熙武进士)
张殿臣（？—？），字硕功，号石公，贵州铜仁人，官至襄阳总兵。

## 生平
康熙四十二年（1703）癸未科武进士，钦点三等侍卫。康熙五十一年（1712），授龙泉关游击，上任后即废除苛税，救贫济困，掩埋弃尸。康熙五十二年（1713）八月，任曹州营参将，母亲李氏病逝，用计击退欲趁机攻城的白莲教众。康熙五十五年（1716）夏，升任文登协副将。与抚军商议，按亩摊派，减轻士兵负担，并在靖五、德州、庆远、延平四协照此行事。后升任襄阳总镇，捐俸修缮紫阳朱子祠，兴办义塾。
雍正三年（1725），清世宗令其筹资修建宣化城，因筹资未果，致延误工期。雍正四年（1726）夏，刑部议定拟流杖，清世宗手谕：“殿臣迟误工期，本应治罪，念其从前为官严谨，尚可原谅，立即释放回籍。”

## 家族
祖父张显栋，清初驻铜仁将领。
兄长张元臣，历官翰林院庶吉士、检讨、左春坊、左谕德、江南提督学政。